# Суха Любов Михайлівна

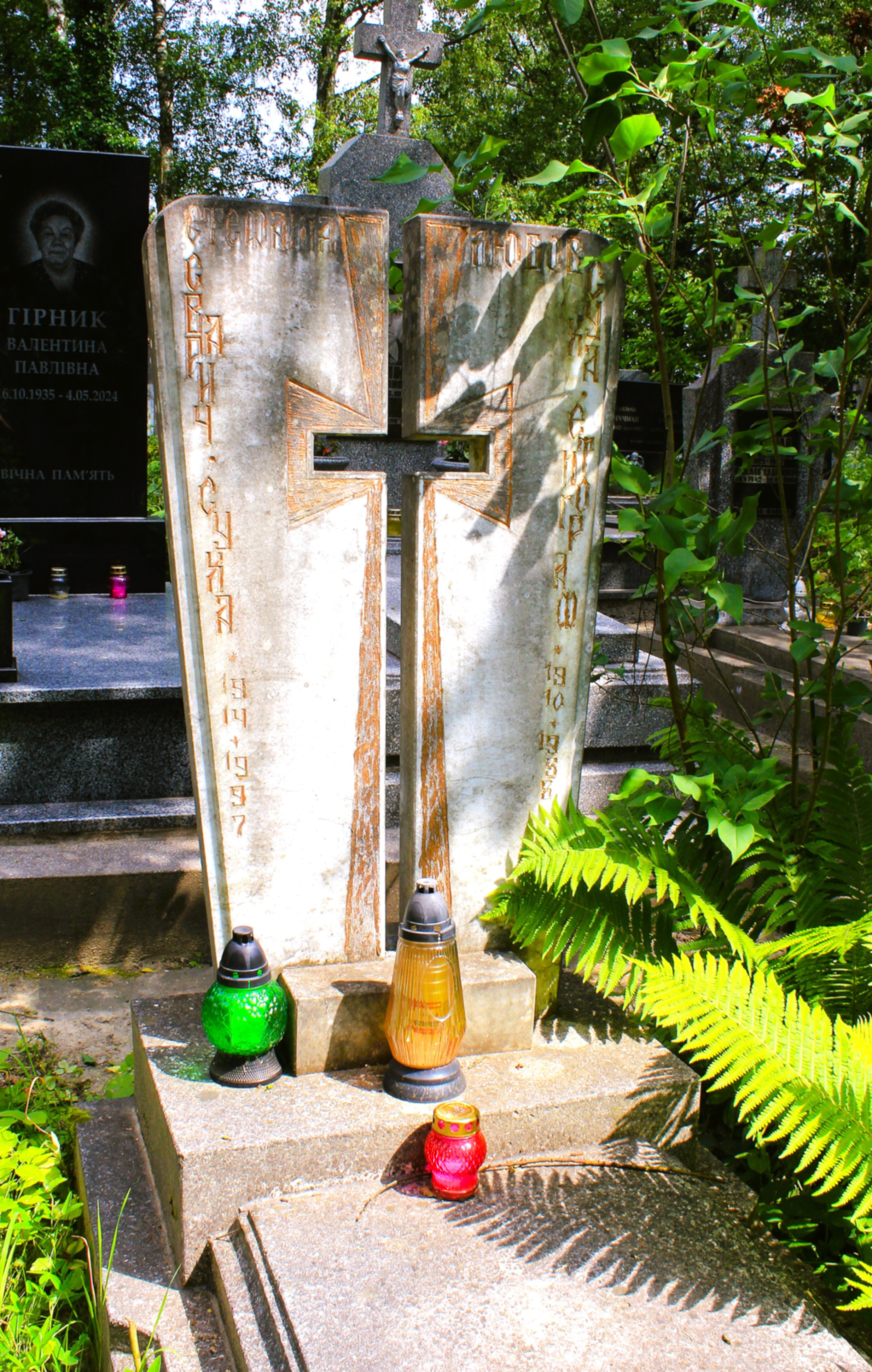
Надгробок Любові-Анни Сухої-Пеленської (1910–1988) — етнографа, мистецтвознавця, кандидата історичних наук.

Любóв-А́нна Миха́йлівна Суха́-Пеленська (27 липня 1910, с. Любеля, нині Жовківський район — 1988, Львів) — етнограф, мистецтвознавець. Кандидат історичних наук (від 1955 року).

## Життєпис
Народилася 27 липня 1910 року в с. Любеля (Жовківський повіт, Королівство Галичини та Володимирії, Австро-Угорщина, нині Жовківський район, Львівська область, Україна) у сім'ї уродженців міста Белз Михайла Васильовича Сухого (1882 р.н.) та його дружини Ольги Андріївни (1884 р.н.), що працювали вчителями в с. Губенок, Рава-Руський повіт. Батько був директором школи. Дівчинка була охрещена за греко-католицьким обрядом.
Початкову освіту отримала в Народній двокласній школі в с. Любеля. Потім успішно склала вступні іспити до Львівської Державної академічної гімназії, яку закінчила з відзнакою.
Середню освіту завершила в Першій українській приватній жіночій гімназії Сестер Василіянок у Львові, фундатором і опікуном якої був митрополит Андрей Шептицький. Державна Іспитова Комісія, як було зазначено у свідоцтві про закінчення гімназії, визнала «Суху Любов-Анну зрілою до виших студій». Вважається, що на формування світогляду Любові Сухої у той час вплинуло спілкування із Василем Щуратом, Романом Цегельським, Оленою Степанів (Степанів-Дашкевич), Володимиром Калиновичем.
Навчалася у Львівському університеті у 1930—1935 роках на гуманітарному історико-філологічному факультеті. Студіювала педагогіку, психологію, філософію, слов'янську філологію, етнографію з археологією. У той час в університеті навчалися майбутні відомі вчені: Катерина Матейко, Ірина Вільде, Богдан-Ігор Антонич, Іван Ковалик, Ярослав Рудницький. Темою її дипломної роботи було дослідження відомої особистості української культури Лесі Українки. Магістерську роботу захистила 1935 року та одержала диплом магістра філософії.
Вільно володіла польською, німецькою, грецькою, латинською та російською мовами. Самостійно вивчала чеську, французьку, турецьку та арабську.
Оскільки в 30-ті роки, у зв'язку із загостренням українсько-польських стосунків на українських землях, що були включені до складу відновленої польської держави, Міністерство освіти Польщі масово звільняло українців із державних посад, Любов Суха пішла працювати викладачкою української мови та літератури до приватних шкіл Львова. Викладала в V Державному ліцеї та в гімназії ім. Ожешкової, а від 1939 року в середній школі № 9. У часи німецької окупації давала приватні уроки музики (1941—1944). У тому часі працювала над науковою роботою "Дитячий побут с. Любеля".
Від 1944 року 26 років працювала в Етнографічному музеї АН УРСР у Львові, що після реорганізації 1951 року звався Українським музеєм етнографії та художнього промислу АН УРСР. Брала участь у багатьох науково-дослідних експедиціях, у яких, із властивим їй знанням справи й фаховістю формувала фондові колекції музею.
Її багаторічна науково-пошукова діяльність увінчалась захистом дисертації за темою «Художні металеві вироби українців Східних Карпат (Станіславівська, Чернівецька, Дрогобицька, Закарпатська обл.: історико-етнографічне дослідження)» (1954) та здобуттям наукового ступеня кандидатки історичних наук. Ця робота була видана як монографія 1959 року.
1957 року для ознайомлення з історичними та архітектурними пам'ятками інших країн, а також для підвищення своєї кваліфікації як викладачки, відвідала Чехословаччину, Болгарію та Румунію.
Після виходу на пенсію 1970 року не розривала свого зв'язку із музеєм, співпрацювала з колишніми колегами як консультант.
У 1988 р. Любов Михайлівна померла. Похована на 16 полі Голосківського цвинтаря.

## Науковий доробок та внесок у розвиток української етнографії
Авторка праць і статей з українського народного і декоративно-прикладного мистецтва: «Художні металеві вироби українців Сх. Карпат другої пол. 19 — 20 ст.» (1959), «Нариси з історії українського декоративно-прикладного мистецтва» (1969). 
Тривалий час Любов Суха працювала над фундаментальною колективною історико-етнографічною монографією «Українці».